# Schule Ernst-Henning-Straße
Die Schule Ernst-Henning-Straße ist eine Grundschule in Hamburg-Bergedorf.

## Geschichte
Der Name der Schule bezieht sich auf die Ernst-Henning-Straße, an der die Schule liegt und die nach dem 1931 von Nationalsozialisten ermordeten kommunistischen Bürgerschaftsabgeordneten Ernst Henning benannt ist, der in der Nähe lebte. Am 22. März 2007 brachte die SPD-Fraktion einen Antrag auf Umbenennung in Ernst-Henning-Schule in die Bergedorfer Bezirksversammlung ein, nachdem sie aus der Lokalpresse erfahren hatte, dass der Wunsch danach von Seiten der Schulleitung bestehe. Der Antrag wurde abgelehnt. Hintergrund war die Teilnahme Ernst Hennings am bewaffneten Hamburger Aufstand, der ihn für die Mehrheit der Bezirksabgeordneten als Vorbild für Kinder und damit als Namensgeber der Schule untragbar machte. Der Gegenvorschlag, die Schule nach August Bebel (dessen Namen eine ebenfalls an der Schule vorbeiführende Straße trägt) zu benennen, wurde wiederum von der SPD-Fraktion abgelehnt.

## Gebäude
Das Schulgebäude wurde 1910 vom Architekten Rischpler entworfen und steht heute unter Denkmalschutz.
Die Schule wird seit 2004 systematisch renoviert und wurde um eine zusätzliche Fluchttreppe, eine zweite Turnhalle und eine Aula mit Theaterbühne und Essenssaal erweitert. Die Umbauten, die auch eine Umgestaltung des Schulhofes und der Außenanlagen einschließen, sind mit einem Kostenaufwand von sieben Millionen Euro angesetzt.

## Projektschule Seefeld
In einem alten Gebäude bei Hamburg-Kirchwerder realisierte die Schule bis 2011 längerfristige Projekte und Projektwochen. Hier konnten außerhalb des Umfeldes Stadt sportliche und umweltbezogene Projekte verwirklicht werden. Das reichte von Rudern auf der Gose-Elbe über Camping bis hin zu Töpferkursen und umweltschutzbezogenen Themen. Die Schule Ernst-Henning-Straße ist mit Ablauf des Schuljahres 2012/2013 eine reine Grundschule. Mittlerweile wird die Projektschule Seefeld nicht mehr von der Schule Ernst-Henning-Straße genutzt.

## Bekannte Schüler
- Morsal Obeidi, deutsch-afghanisches Opfer eines internationale Aufmerksamkeit erregenden Ehrenmords.